# Lauri Hendler
Lauri Hendler est une actrice américaine née le 22 avril 1965 à Fort Belvoir, Virginie (États-Unis).

## Filmographie
- 1978 : It Isn't Easy Being a Teenage Millionaire (TV) : Teague Harrington
- 1978 : Little Lulu (TV) : Little Lulu
- 1979 : The Child Stealer (TV) : Andrea Rodman
- 1980 : A Family of Strangers (TV) : Carrie Mills
- 1980 : Rendez-vous nocturnes (Portrait of an Escort) (TV) : Mandy
- 1980 : The Promise of Love (TV) : Laurie
- 1981 : The Big Hex of Little Lulu (TV) : Little Lulu
- 1981 : Why Us? (TV) : Zoey Sanborn
- 1983 : High School U.S.A. (TV) : Nadine
- 1987 : Divorced Kids' Blues (TV) : Diane Sherman
- 1989 : The Flamingo Kid (TV) : Nikki Willis
- 1992 : Les Aventures de Zak et Crysta dans la forêt tropicale de FernGully (FernGully: the Last Rainforest) : Additional Voices (voix)
- 2011 : The Elder Scrolls V: Skyrim (jeu vidéo) : divers personnages (voix)